# Źródło św. Łukasza

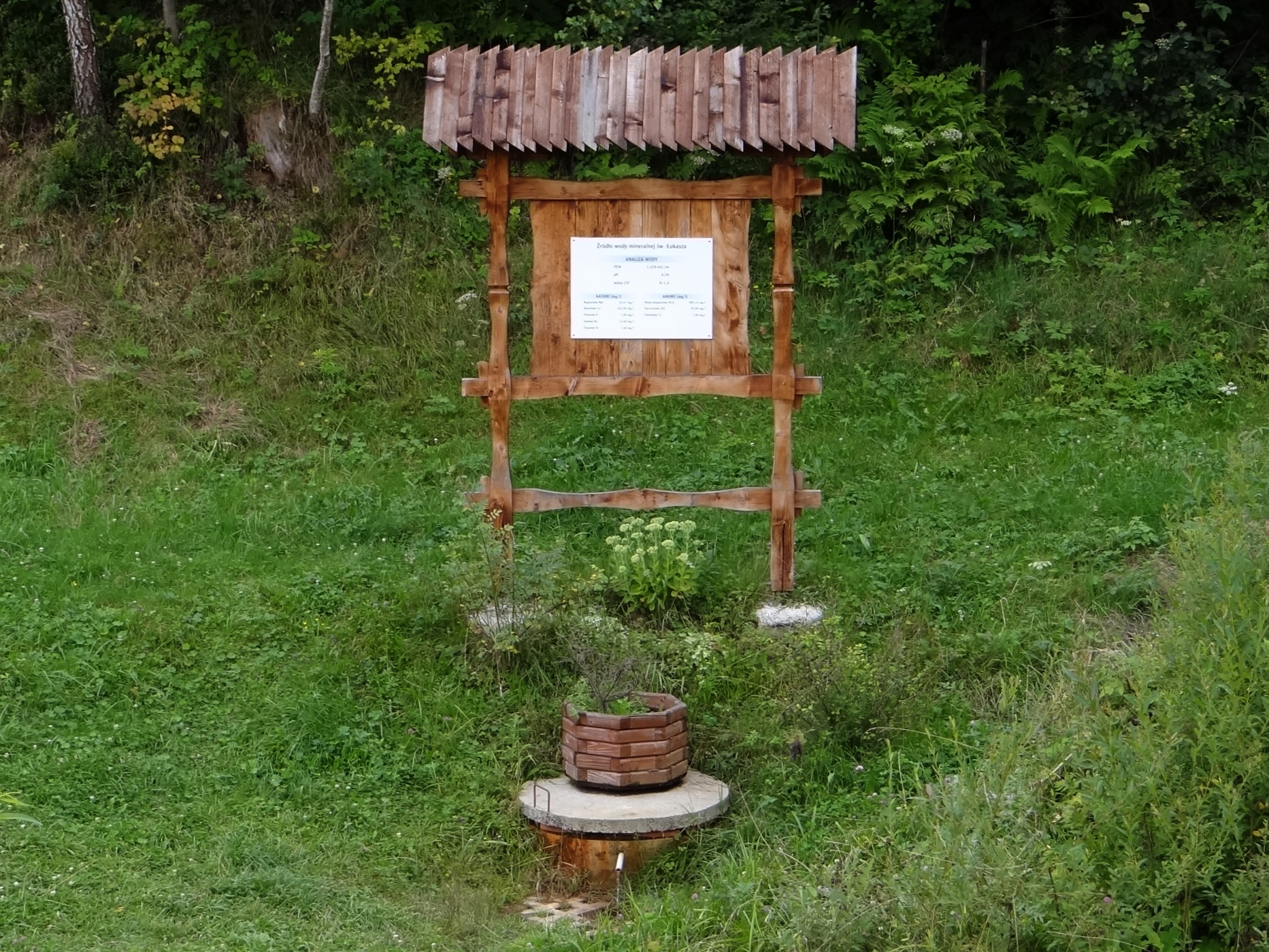

Źródło św. Łukasza – źródło wody mineralnej w miejscowości Jastrzębik w województwie małopolskim, w powiecie nowosądeckim, w gminie Muszyna. Znajduje się przy drodze Jastrzębik – Złockie, w dolinie potoku Jastrzębik, naprzeciwko cerkwi św. Łukasza w Jastrzębiku. Gmina Muszyna wykonała obudowę ujęcia i źródło jest ogólnie dostępne. Stale wypływa z niego woda mineralna o pH 6,56. Jest to szczawa nasycona dwutlenkiem węgla i ma następujący skład:
- Kationy:

magnezowy Mg2+ – 46,67 mg/l
wapniowy Ca2+ – 222,00 mg/l
potasowy K+ – 1,00 mg/l
sodowy Na+ – 13,40 mg/l
żelazowy Fe3+ – 1,46 mg/l
- Aniony:

wodorowęglanowy HCO3− – 985,15 mg/l
siarczanowy SO42− – 20,00 mg/l
chlorkowy Cl− – 1,90 mg/l.